# Kuvaitváros
Kuvaitváros Kuvait fővárosa. A Perzsa-öböl partján, Kuvait keleti részén terül el.

## Történelem
Nevének eredete valószínűleg egy, a tengerparton elterülő erőd nevéből – „Kūt” (كوت) – származik. A település gyorsan növekedett, 1760-ban védelem céljából egy falat építettek köré. Kereskedelmi kapcsolatban állt Bagdaddal és Damaszkusszal. A 19. század elejéig virágzó tengeri kikötő volt. Brit tengerészeti védelemért cserébe a kuvaiti sejknek nem volt szabad más államokkal tárgyalnia. 1936-ban olajat találtak a területen, ami gyors fejlődést indított el a városban. 1990. augusztus 2-án az iraki hadsereg megszállta a várost és kikiáltotta a Kuvaiti Köztársaságot (három hét múlva az országot Irak bekebelezte és kuvaiti kormányzóság néven mind területileg, mind közigazgatásilag átszervezte). 1991 februárjában a nemzetközi koalíciós erők szabadították fel. A megszállás alatt a várost kirabolták, a harcokban sok épület megrongálódott.

## Földrajz

### Éghajlat
Kuwaitban nyáron nagyon meleg nyár, kevés csapadék és a gyakori porviharok a jellemzőek. A hőmérséklet rendszeresen meghaladja 45 °C-t, de az 50 °C sem számít ritkának. Éjszaka nyáron 30 °C-ra csökken a hőmérséklet, télen 0 °C alá is csökkenhet.
Nyáron az eső nagyon ritka, a legcsapadékosabb hónap a január, és a november. Kuvaitban átlagosan 22 csapadékos s 343 száraz nap a jellemző.
| Hónap                                                            | Jan. | Feb. | Már. | Ápr. | Máj. | Jún. | Júl. | Aug. | Szep. | Okt. | Nov. | Dec. | Év   |
| ---------------------------------------------------------------- | ---- | ---- | ---- | ---- | ---- | ---- | ---- | ---- | ----- | ---- | ---- | ---- | ---- |
| Átlagos max. hőmérséklet (°C)                                    | 19,5 | 21,8 | 26,9 | 33,9 | 40,9 | 45,5 | 46,7 | 46,8 | 43,7  | 36,6 | 27,8 | 21,9 | 34,4 |
| Átlagos min. hőmérséklet (°C)                                    | 8,5  | 10,0 | 14,0 | 19,5 | 25,4 | 28,9 | 30,7 | 29,5 | 26,2  | 21,5 | 14,5 | 9,9  | 19,9 |
| Átl. csapadékmennyiség (mm)                                      | 30   | 11   | 18   | 12   | 0    | 0    | 0    | 0    | 0     | 1    | 19   | 26   | 116  |
| Havi napsütéses órák száma                                       | 198  | 223  | 217  | 228  | 272  | 303  | 306  | 300  | 285   | 251  | 216  | 192  | 2991 |
| Forrás: World Meteorological Organization, Hong Kong Observatory |      |      |      |      |      |      |      |      |       |      |      |      |      |

## Külvárosok

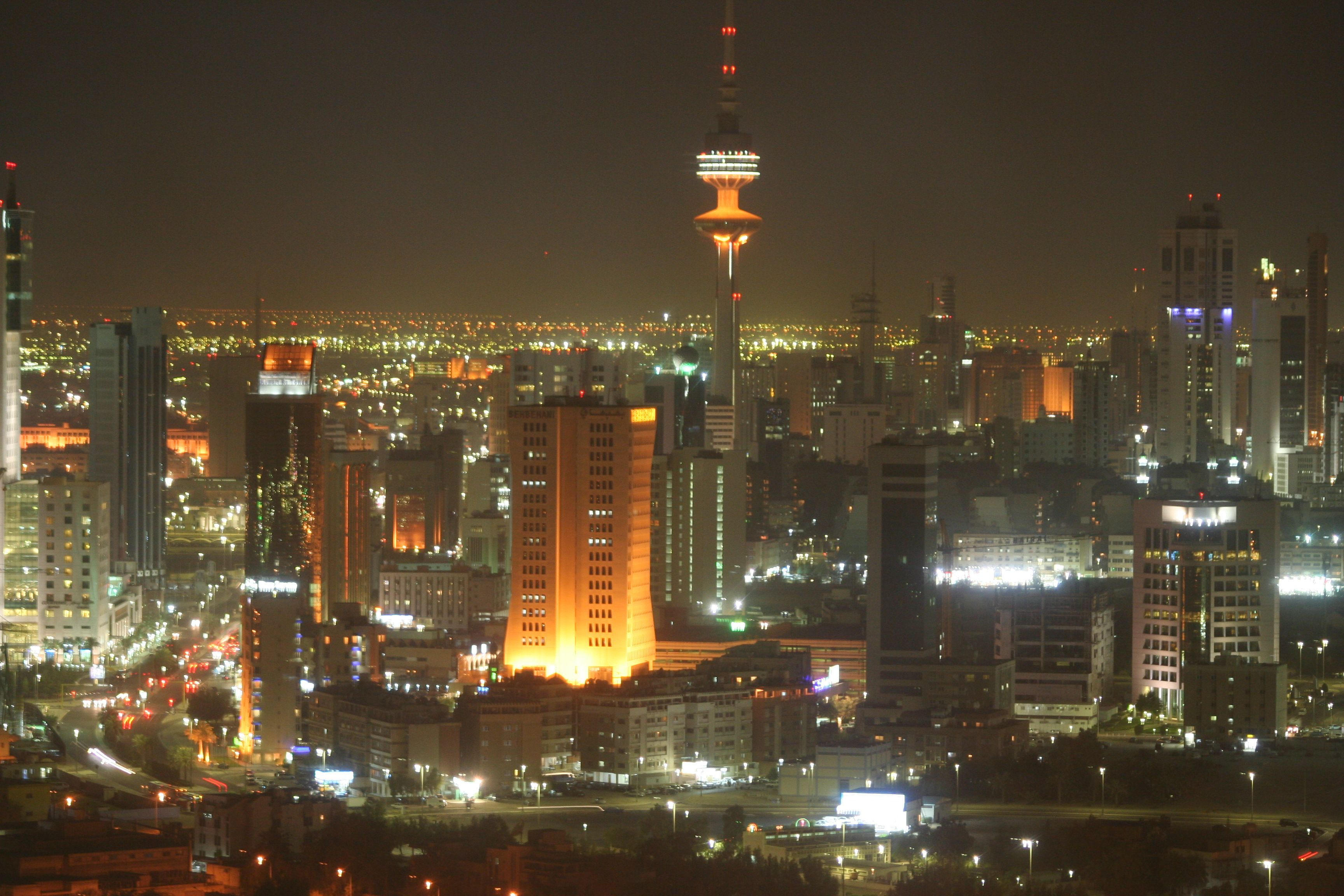
A város belső része éjjeli fényekben

Kuvaitvárost az alábbi települések veszik körül:
- Bayan بيان
- Bneid Al-Qar بنيد القار
- Hawalli حولي
- Al Jabriya الجابرية
- Mishref مشرف
- Al Salmiya السالمية
- Sabah Al-Salem صباح السالم
- Salwa سلوى
- Sharq شرق
- Al Shuwaikh الشويخ
- Al Rumaithiya الرميثية
- Abdullah Al-Salem عبدالله السالم
- Al-Nuzha النزهه
- Keifan كيفان
- Khaitan خيطان
- South Khaitan خيطان الجنوبي
- Al Shamiya الشامية
- Al Da'iya الدعية
- Al Faiha الفيحا
- Al Qadisiya القادسية
- Al Dasma الدسمه
- Qurtoba قرطبة
- Al Surra السره
- Al Yarmouk اليرموك
- Al Mansouriah المنصورية
- Al Andalus الاندلس
- Farwaniya

## Gazdaság
A város gazdasági életének alapját a kőolajbányászat és az ezzel kapcsolatos iparágak (kőolaj-finomítás, petrolkémiai ipar) alkotja.

## Fordítás
Ez a szócikk részben vagy egészben  a   Kuwait City című angol Wikipédia-szócikk fordításán alapul.  Az eredeti cikk szerkesztőit annak laptörténete sorolja fel. Ez a jelzés csupán a megfogalmazás eredetét és a szerzői jogokat jelzi, nem szolgál a cikkben szereplő információk forrásmegjelöléseként.